# هارتا بيردارا
هارتا بيردارا (بالعربية: الكنز الدامي) هو فيلم حركة عام 1940 من جزر الهند الشرقية الهولندية (إندونيسيا الآن). من إخراج رد أريفين وآر هو الذي تم تعيينهم مؤخرًا من أجل أفلام يونيون ، تم كتابة الفيلم بواسطة سايرون وحاول جذب جمهور من المتعلمين الأصليين. يروي الفيلم، الذي يقوم ببطولته زوندر وسويلاستري، عن شاب يقنع حاجي بخيل ليكون أكثر إحسانًا، وفي هذه الحالة يقع في حب ابنة الرجل.
تم الإعلان عن "هارتا بيردارا" خلال عيد الفطر، وتم الإعلان عنها على أنها "ضربة أندونيسية رائعة"" واستخدمت مهارات زوندر في السيلات وشهرة سولاستري كمغنية كيرونكونج لجذب الجماهير. كانت مراجعات العمل إيجابية، حيث ركز الثناء على التمثيل والقصة. على الرغم من أن هارتا بيردارا تم عرضه في أواخر عام 1944 ، كما هو الحال مع معظم المنتجات المعاصرة، فإنه من المحتمل الآن أنه لم يعد له وجود.

## روابط خارجية
- هارتا بيردارا على موقع IMDb (الإنجليزية)